# とよたかずひこ
とよた かずひこ（1947年8月29日 - ）は、日本の絵本作家。本名：豊田一彦。

## 来歴
宮城県仙台市出身。仙台市立東六番丁小学校、東北大学附属中学校(現宮城教育大学附属中学校)、宮城県仙台第二高等学校、早稲田大学第一文学部卒業。フリーのイラストレーターを経て、長女の誕生をきっかけに絵本作家へ。
1997年、『でんしゃにのって』で厚生省中央児童福祉審議会児童文化財特別推薦を受ける。『どんどこももんちゃん』で第7回日本絵本賞受賞。『あめですよ』が小学1年生の国語の教科書（東京書籍）に採用される。

## 作品
- 『ぼくはやっぱりとりなんだ』（1983年10月、講談社）
- 『みんなではみがきごーしごし』（1989年8月、偕成社）
- 『いちごのパンツ』（1989年8月、偕成社）
- 『げんきのふりかけ』（1991年10月、ポプラ社）
- 『げんきのくしゃみ』（1992年1月、ポプラ社）
- 『まっさお み・ど・り』（1994年4月、リブロポート）
- 『まっかっか まっくろけ』（1994年4月、リブロポート）
- 『でっかいさんぽ』（1996年5月、ポプラ社）
- 『しろくまパパとあそぼう1 おっとっと』（1997年8月、岩崎書店）
- 『しろくまパパとあそぼう2 ぶーんぶーん』（1997年8月、岩崎書店）
- 『しろくまパパとあそぼう3 ぎーこんぎーこん』（1997年8月、岩崎書店）
- 『そうじきかいじゅうショーノスケ』（1998年7月、学習研究社）
- 『いきものいっしょけんめい』（2000年8月、ポプラ社）
- 『あめですよ』（東京書籍・小学1年生国語教科書）
- 『ゴロゴロゴロン』（2003年5月、童心社）
- 『ドラゴンはくいしんぼう』 （2003年10月、国土社、作:茂市久美子）
- 『ランドセルいっしょけんめい』（2004年3月、ポプラ社）
- 『わたあめおばけ』（2004年7月、学習研究社）
- 『かたかたぴょんぴょん』（2004年10月、主婦の友社）
- 『ちいさないっぽ いっぽくんのこんにちは』（2005年8月、ポプラ社）
- 『ドラゴンは王子さま』（2006年1月、国土社、作:茂市久美子）
- 『ちいさないっぽ いっぽくんのおやすみ』（2006年2月、ポプラ社）
- 『ちいさないっぽ いっぽくんのごめんね』（2006年10月、ポプラ社）
- 『コトコトでんしゃ』（2007年10月、アリス館）
- 『ブーンブーンひこうき』（2007年10月、アリス館）
- 『ブップーバス』（2008年2月、アリス館）
- 『ポンポンおふね』（2008年3月、アリス館）
- 『ぷるんぷるんおかお』（2009年11月、アリス館）
- 『わんわんおかお』（2009年11月、アリス館）
- 『まんまるおかお』（2010年4月、アリス館）
- 『にこにこおかお』（2010年10月、アリス館）
- 『すいすいたこたこ』（2010年11月、鈴木出版）
- 『ドラゴンはキャプテン』（2010年11月、国土社、作:茂市久美子）
- 『おいしいおかおパピプペポ』（2010年12月、アリス館）
- 『どどどーん ぱっ!』（2015年6月、鈴木出版）
- 『なにたべているのかな?』（2017年1月、アリス館）

### 「ももんちゃんあそぼう」シリーズ
- 『ももんちゃんどすこーい』 （2001年9月、童心社、ISBN 978-4494001378）
- 『どんどこ ももんちゃん』 （2001年9月、童心社、ISBN 978-4494001361）
- 『すりすり ももんちゃん』 （2002年5月、童心社、ISBN 978-4494001385）
- 『ももんちゃん のっしのっし』 （2002年11月、童心社、ISBN 978-4494001392）
- 『かくれんぼ ももんちゃん』 （2003年4月、童心社、ISBN 978-4494001408）
- 『ごくらく ももんちゃん』 （2004年4月、童心社、ISBN 978-4494001415）
- 『ももんちゃん えーんえーん』 （2005年4月、童心社、ISBN 978-4494001422）
- 『ももんちゃん ぽっぽー』 （2006年4月、童心社、ISBN 978-4494001439）
- 『ももんちゃん あーん』 （2007年4月、童心社、ISBN 978-4494001446）
- 『ゆーらり ももんちゃん』 （2008年4月、童心社、ISBN 978-4494001453）
- 『どろんこ ももんちゃん』 （2009年3月、童心社、ISBN 978-4494001460）
- 『こちょこちょ ももんちゃん』 （2010年3月、童心社、ISBN 978-4494001477）
- 『おめでとうのももんちゃん』 （2010年11月、童心社、ISBN 978-4494002504）
- 『ももんちゃん ぎゅっ！』 （2011年9月、童心社、ISBN 978-4494001484）
- 『ぱたぱた ももんちゃん』 （2012年3月、童心社、ISBN 978-4494001491）
- 『ももんちゃん し～』 （2013年2月、童心社、ISBN 978-4494001507）
- 『まてまて ももんちゃん』 （2013年12月、童心社、ISBN 978-4494002788）
- 『ももんちゃん ぴょ～ん』 （2014年9月、童心社、ISBN 978-4494002795）
- 『なでなで ももんちゃん』 （2016年3月、童心社、ISBN 978-4494015375）
- 『おんなじおんなじ ももんちゃん』 （2017年10月、童心社、ISBN 978-4494015573）
- 『おんぶおんぶの ももんちゃん』 （2019年3月、童心社、ISBN 978-4494015627）

### 「うららちゃんののりものえほん」シリーズ
- 『でんしゃにのって』 （1997年6月、アリス館、ISBN 978-4752000839）
- 『ボートにのって』 （1997年10月、アリス館、ISBN 978-4752000884）
- 『さんりんしゃにのって』 （1998年2月、アリス館、ISBN 978-4752000952）
- 『ばしゃにのって』 （2013年8月、アリス館、ISBN 978-4752006336）
- 『いかだにのって』 （2014年11月、アリス館、ISBN 978-4752006879）
- 『かごにのって』 （2015年9月、アリス館、ISBN 978-4752007258）

### 「ワニのバルボン」シリーズ
- 『バルボンさんのおでかけ』 （1998年10月、アリス館、ISBN 978-4752001102）
- 『バルボンさんのおうち』 （1999年1月、アリス館、ISBN 978-4752001157）
- 『バルボンさんのおしごと』 （1999年7月、アリス館、ISBN 978-4752001331）
- 『バルボンさんのおさんぽ』 （2000年3月、アリス館、ISBN 978-4752001409）
- 『バルボンさんとさくらさん』 （2000年11月、アリス館、ISBN 978-4752001355）

### 「ぽかぽかおふろ」シリーズ
- 『やまのおふろやさん』 （2006年11月、ひさかたチャイルド、ISBN 978-4893252241）
- 『うみのおふろやさん』 （2007年6月、ひさかたチャイルド、ISBN 978-4893252265）
- 『まちのおふろやさん』 （2008年6月、ひさかたチャイルド、ISBN 978-4893252418）
- 『そらのおふろやさん』 （2009年5月、ひさかたチャイルド、ISBN 978-4893252036）
- 『もりのおふろやさん』 （2010年8月、ひさかたチャイルド、ISBN 978-4893252067）
- 『どうぶつえんのおふろやさん』 （2012年12月、ひさかたチャイルド、ISBN 978-4893259721）
- 『おめでとうのおふろやさん』 （2014年1月、ひさかたチャイルド、ISBN 978-4893258922）
- 『おふろやさんのまねきねこ』 （2015年12月、ひさかたチャイルド、ISBN 978-4865490466）

### 「おいしいともだち」シリーズ
- 『おにぎりくんがね…』（2008年9月、童心社）
- 『たまごさんがね…』（2008年9月、童心社）
- 『なっとうさんがね…』（2009年9月、童心社）
- 『とうふさんがね…』（2009年9月、童心社）
- 『すいかくんがね…』（2010年5月、童心社）
- 『りんごくんがね…』（2011年5月、童心社）